# 2021年ワールドツアーファイナルズ
2021年ワールドツアーファイナルズ（HSBC BWF World Tour Finals 2021）は、12月1日から12月5日まで開催された、BWFワールドツアーファイナルズである。開催会場はインドネシアのバリ州ヌサドゥアにあるバリ国際会議センター。

## 競技結果
| 種目           | 金                                                            | 銀                                                                  | 銅                                            |
| -------------- | ------------------------------------------------------------- | ------------------------------------------------------------------- | --------------------------------------------- |
| 男子シングルス | ビクター・アクセルセン                                        | クンラブット・ビチットサーン                                        | リー・ジージャ                                |
| 男子シングルス | ビクター・アクセルセン                                        | クンラブット・ビチットサーン                                        | ラクシャ・セン                                |
| 女子シングルス | 安洗塋                                                        | シンドゥ・プサルラ                                                  | ポルンパウィ・チョチュウォン                  |
| 女子シングルス | 安洗塋                                                        | シンドゥ・プサルラ                                                  | 山口茜                                        |
| 男子ダブルス   | 保木卓朗 小林優吾                                             | マルクス・フェルナルディ・ギデオン ケビン・サンジャヤ・スカムルジョ | 李洋 王齊麟                                   |
| 男子ダブルス   | 保木卓朗 小林優吾                                             | マルクス・フェルナルディ・ギデオン ケビン・サンジャヤ・スカムルジョ | オン・ユーシン テオ・エーイ                   |
| 女子ダブルス   | 金昭映 孔熙容                                                 | 松山奈未 志田千陽                                                   | グレイシア・ポリー アプリヤニ・ラハユ         |
| 女子ダブルス   | 金昭映 孔熙容                                                 | 松山奈未 志田千陽                                                   | ガブリエラ・ストエヴァ ステファニ・ストエヴァ |
| 混合ダブルス   | デチャポル・プアヴァラヌクロー サプシリー・タエラッタナチャイ | 渡辺勇大 東野有紗                                                   | 鄧俊文 謝影雪                                 |
| 混合ダブルス   | デチャポル・プアヴァラヌクロー サプシリー・タエラッタナチャイ | 渡辺勇大 東野有紗                                                   | チャン・ペンソン ゴー・リューイン             |